# Szent Donát-kápolna (Székesfehérvár)
A székesfehérvári Szent Donát-kápolna a Velencei-hegység vonulataihoz tartozó Öreg-hegyen, az azonos nevű Öreghegy városrészben található. Az eredeti, barokk stílusú kápolnát 1733–1734-ben építették Szent Donát tiszteletére Székesfehérvár szőlőhegyén egy 17. századi török őrtorony helyén. A 19–20. században többször átalakították. A régi kápolna története a második világháborúval ért véget: az épület teljesen megsemmisült. 1993-ig helyén egy kőkereszt és egy harang nélküli harangláb állt. Ekkor kezdték el építeni az új kápolnát Schultz István tervei alapján.

## Története
Az eredeti kápolnát 1733-ban kezdték el építeni Kara Murteza pasa monumentális, az isztambuli vártornyokhoz hasonló őrtornyának helyén, a torony köveinek felhasználásával. Tervezője és építtetője máig ismeretlen. Felszentelésére 1734. augusztus 7-én került sor. Három oltára volt. Ablakai eredetileg csúcsívesek voltak, a tornya fából készült. 1741-ben készült el a kápolna 2 harangja. A jezsuiták kezelték egészen 1816-ig, rövid szünettel, hiszen II. József király 1782-ben föloszlatta a szerzetesrendeket, melyeket csak halála (1790) után tudtak újraalapítani. A kápolna gondozását kezdetben az öreghegyi remete, név szerint Tőke György végezte, aki írásban ígérte meg a városnak, hogy vállalja a felhők elleni harangozást is. 
A kápolnát először 1836-ban restaurálták, mivel egy nagy vihar megrongálta a tetejét és a tornyát. Később, 1877-ben már másodszor végeztek nagy tatarozási munkálatokat a templomon. Ekkor lebontották a fatornyot és a helyére kőtornyot emeltek, aminek a magassága körülbelül 18 méter lehetett. 
1923 és 1925 között nagy restaurálás kezdődött meg. Ekkor a kápolna hosszúságát 18 méterre növelték meg, torony magasságát pedig 30 méterre. A kápolna részére új szőnyeget, szobrokat készítettek és ekkor öntették meg a 95 kilós nagyharangot. A kápolna utolsó tatarozása 1933-ban történt. Az utolsó misét 1944. december 14-én tartotta meg Kisteleki Antal öreghegyi lelkész. 
A II. világháború idején a kápolna tornyában tárolt lőszer felrobbant és ezzel Székesfehérvár legdíszesebb és legszebb barokk kápolnája pusztult el. 1944-től 1993-ig a kápolna helyén egy harang nélküli harangláb és egy kőkereszt állt. A kőkeresztet az 1950-es években emelték.
Az új kápolnát 1993-ban kezdték el építeni Schultz István tervei alapján, és 1994. Augusztus 7-én Szent Donát ünnepén szentelte föl dr. Takács Nándor akkori székesfehérvári megyés püspök. A különleges épület 2008-ban megkapta Székesfehérvár építőipari nívódíját.

## Harangok
A kápolnában először 1741-ben szenteltek harangot. A nagyharangot Steinstock József, a kisharangot Brunner János öntötte Budán. A kisebb harang 21, a nagyobb 30 kilós volt. A nagyharang eredeti felirata: "Pro pio usu a Francisco Korher Beato Donato dedicata fui" azaz "Korher Ferenc jámbor szokás szerint ajánlott engem Szent Donátnak." A másik oldalon ez a felirat volt olvasható: „Sancte Donate, sis in fulgure auxilium!" azaz "Szent Donát, légy segélyünk égiháborúban! 
Az I. világháborúban a kis harangot elrekvirálták. 1925-ben pótolták a harangot, amit Walser Ferenc készített, Budapesten.
A II. világháború folyamán egyik harangot sem vitték el hadi célra. Miután a kápolna felrobbant, csodával határos módon megmenekült a Walser-féle harang. A harang az 1990-es években került át a Magyarok Nagyasszonya-templomba. 
Jelenlegi harangját Gombos Miklós öntötte Őrbottyánban, 1994-ben. 160 kilogramm súlyú és desz2 hangon szól.

## Galéria

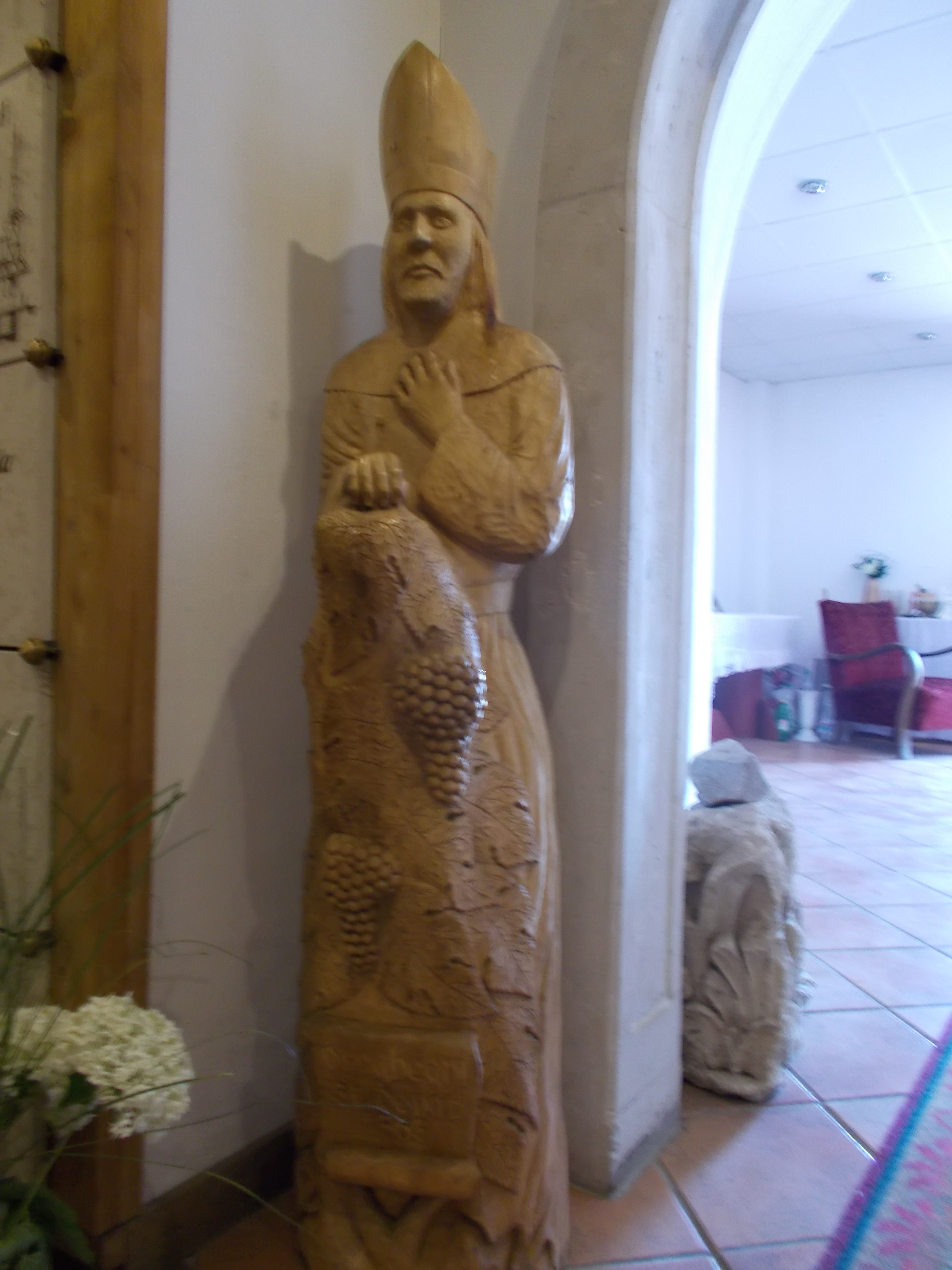
Szent Donát szobra a kápolnában
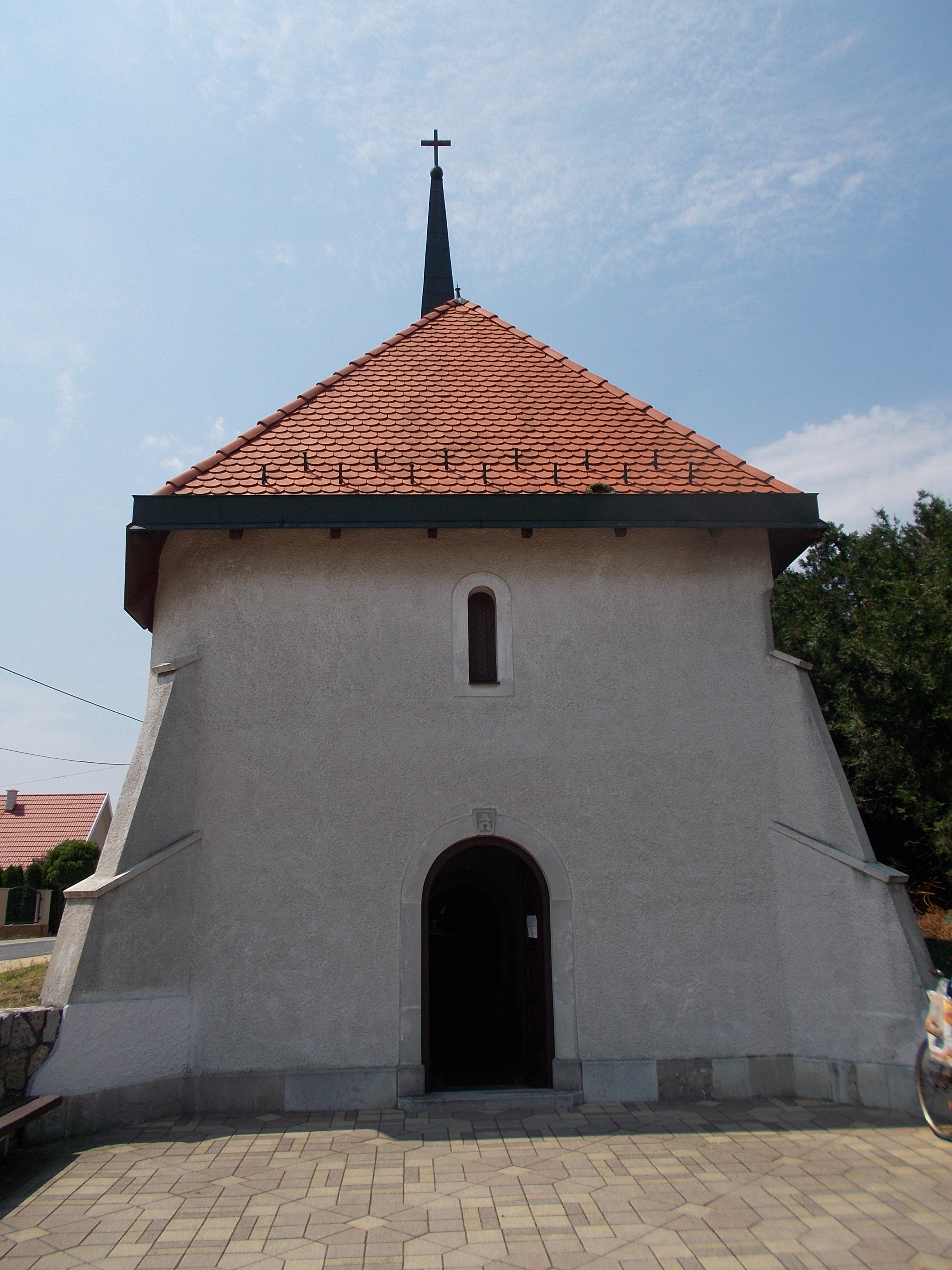
Az épület hátulja
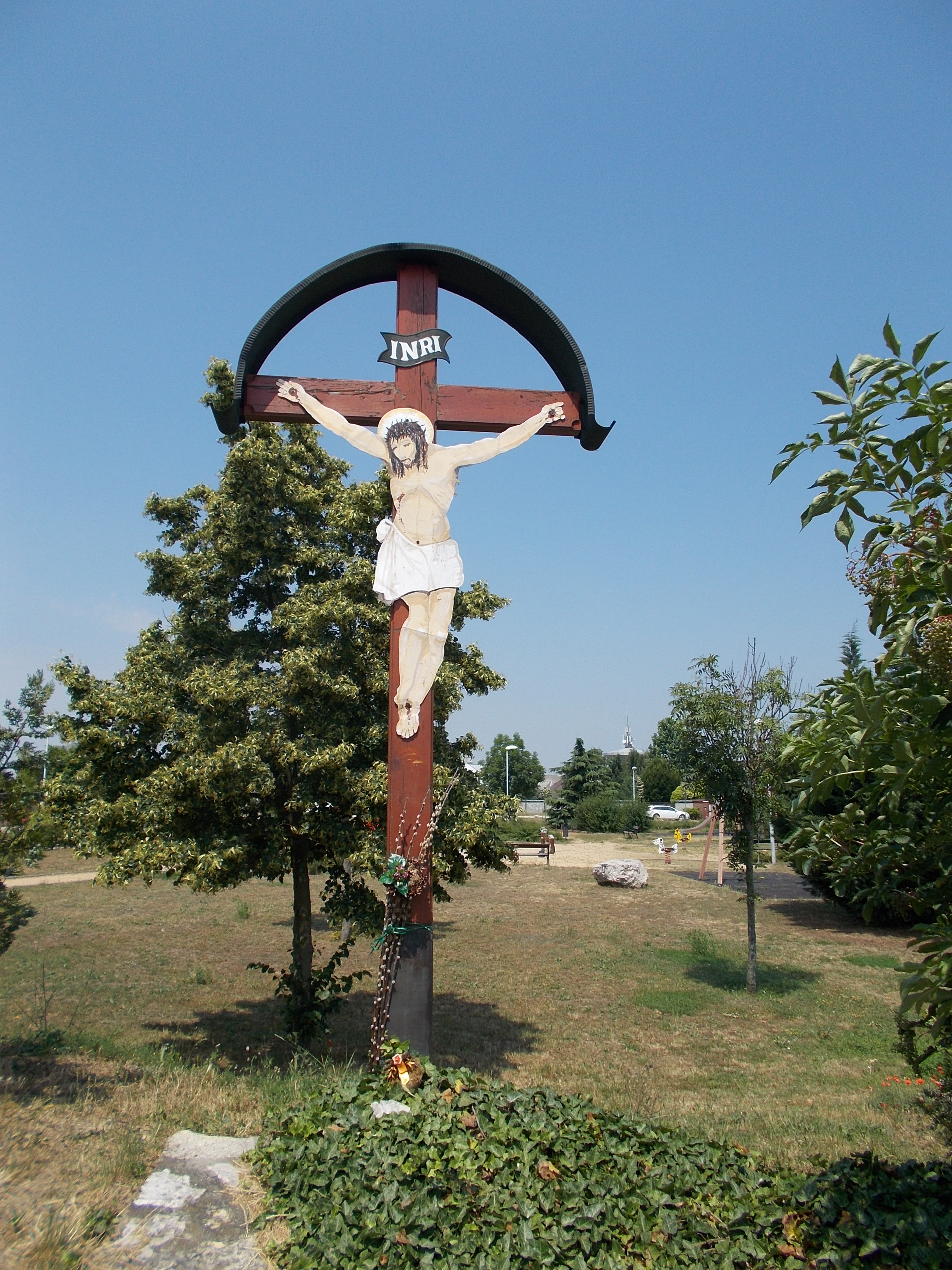
A kápolna mögötti ún. piros feszület